# Böghs citronäpple
Böghs citronäpple är en äppelsort med ursprung i Östjylland Danmark. Sorten är namngiven efter av G.J. Bøgh i Horsens. Sorten är först omnämnd år 1863, och används som ätäpple och köksäpple. Äpplet är gulgrönt utan täckfärg, därför namnet citronäpple. Plockas i september. 
Höjd 46-60 mm, bredd 54-70 mm. Det har ett halvöppet kärnhus och blommar tidigt. Diploid.